# Erik Widegren
Erik Magnus Widegren, född 10 maj 1877 i Frustuna församling, Södermanlands län, död 26 februari 1956 i Slottsstadens församling, Malmö, var en svensk ingenjör.
Efter studentexamen vid Stockholms realläroverk 1897 och avgångsexamen från Chalmers Tekniska högskola 1900 företog Widegren studieresor i Norge, Danmark, Tyskland, Storbritannien, Frankrike och Belgien. Han var konstruktör vid Union Elektricitäts-Gesellschaft i Berlin 1900–01, vid Stockholms gas- och elverks nybyggnader 1901–04, vid AB Vattenbyggnadsbyrån 1904–06, biträdande ingenjör vid drätselkammarens i Malmö ingenjörsavdelning 1906–08, avdelningsingenjör vid Malmö stads byggnadskontor 1908–39 och vid Malmö stads gatukontor 1939–42. Han var ledamot av Skånska Ingenjörsklubben från 1906 och ledamot av Svenska Teknologföreningen från 1917.